# Procordulia grayi
Procordulia grayi – gatunek ważki z rodziny szklarkowatych (Corduliidae).